# Мартин, Майте
Ма́йте Марти́н (исп. Mayte Martín; род. 19 апреля 1965, Барселона) — испанская певица
, исполнительница фламенко и болеро, а также композитор.

## Биография
Мартин начала петь в семейном кругу с малых лет, в 10 лет она выиграла любительский песенный конкурс, организованный одним из местных супермаркетов. После такого успеха Майте в качестве любителя принимала постоянное участие в конкурсе peñas flamencas (Барселона), в 16 лет стала профессиональной певицей. Между тем девушка получила глубокие знания стиля фламенко, в основном слушая записи таких певцов фламенко, как Хуан Вандеррама, Маноло Караколь, Камарон де ла Исла, Лоле Монтойя и более того, Пастора Павон, известную как La Niña de los Peines. Кроме того Майте взяла несколько уроков пения и тренировала свои навыки как «cantaora de atrás» (певица танца фламенко).
В 1987 году она получила свой первый приз Lámpara Minera Национального конкурса Ла-Унион (также известного как Festival de las Minas). Два года спустя Мартин получила приз Антонио Шакона (присуждаемый лучшему исполнителю малагеньи на Национальном конкурсе искусства фламенко в Кордове). В то же время, она начала свою международную карьеру после того, как была выбрана Питером Гэбриэлом для участия в Женском фестивале. В 1994, Майте Мартен записала первый альбом, Muy Frágil, в сотрудничестве с гитаристом Chicuelo и аранжировщиком Жуаном Альбертом Амаргосом (позднее ставшим постоянным партнёром таких известных музыкантов фламенко, как Пако Де Лусия и Camarón de la Isla). В 2000 певица издала второй альбом 'Querencia', который был номинирован Latin Grammy Award как лучший альбом 2001 года.
Успешная сольная певица, после знакомства с танцовщицей фламенко Белен Майа в 1996 году, принимает решения развиваться в дальнейшем в качестве танцевальной певицы. Женщины гастролируют в мировом турне Mayte Martín + Belén Maya (с 1996 года) и Flamenco de Cámara (с 2003 года), их совместное творчество встречается одобрительными отзывами критиков по всему миру.
В 1997 г. Майте Мартин получает городскую награду Барселоны, присуждаемую городским советом, и Национальную музыкальную премию в номинации «Лучший композитор фламенко».
В 1993 году начинаются совместные гастроли певицы и джазового пианиста Тете Монтолиу, профессиональное сотрудничество этих двух человек продолжалось до самой смерти Монтолиу в 1997 году. Вместе они предложили собственный взгляд на болеро, записав в 1996 году 'Free Boleros'. Во втором альбоме Мартен, посвященном болеро, 'Tiempo de Amar'(2002), Омара Портуондо появляется в некоторых композициях с альбома в качестве приглашенного артиста.
В 2005 Майте Мартин отмечает 30-летие творческой жизни в Дворце Каталонской музыки, где дает концерт «Мои 30 лет любви к искусству» (исп. Mis 30 años de amor al Arte), с данной концертной программой певица в настоящее время гастролирует по Испании и Европейским странам. Этот концерт, содержащие её записи как певицы фламенко и болеро, был выпущен в прокат на DVD носителях в декабре 2006.

## Альбомы
- Muy Frágil, K-Industria Cultural, 1994
- Free Boleros, K-Industria Cultural, 1996
- Querencia, Virgin, 2000
- Tiempo de Amar, Virgin, 2002
- De fuego y de agua, KLM, 2008, с сестрами Катей и Мариэль Лабек
- Al cantar a Manuel, Nuevos Medios S.A 2009